# Dichaetomyia semimutata
Dichaetomyia semimutata är en tvåvingeart som först beskrevs av Stein 1901.  Dichaetomyia semimutata ingår i släktet Dichaetomyia och familjen husflugor. Inga underarter finns listade i Catalogue of Life.